# Casa Martínez Guarro
La Casa Martínez Guarro és una obra de les darreres tendències de Das (Baixa Cerdanya) inclosa a l'Inventari del Patrimoni Arquitectònic de Catalunya.

## Descripció
Edifici amb teulades de gran pendent, destacant els reforçaments perimetrals fets amb formigó. Els dos vèrtexs de la coberta s'entrecreuaven i s'ajusten amb el volum resultant d'uns dormitoris a la part alta i el volum de la il·luminació de l'escala, revestit de zenc. Les parets exteriors estan pintades d'un color rogenc fosc que contrasten amb el formigó i el zenc utilitzats.